# Goereilla baumanni
Goereilla baumanni is een schietmot uit de familie Rossianidae. De soort komt voor in het Nearctisch gebied.